# Denhamia
Denhamia es un género de plantas con flores  pertenecientes a la familia Celastraceae. Comprende 10 especies descritas y de estas, solo 7 aceptadas.

## Taxonomía
El género fue descrito por Carl Meissner y publicado en Plantarum vascularium genera secundum ordines ... 1: 18, 2:16. La especie tipo es: Denhamia obscura (A.Rich.) Meisn.

## Especies aceptadas
A continuación se brinda un listado de las especies del género Denhamia aceptadas hasta octubre de 2013, ordenadas alfabéticamente. Para cada una se indica el nombre binomial seguido del autor, abreviado según las convenciones y usos.
- Denhamia celastroides (F.Muell.) Jessup
- Denhamia moorei Jessup
- Denhamia obscura (A.Rich.) Meisn.
- Denhamia oleaster (Lindl.) F.Muell.
- Denhamia parvifolia L.S.Sm.
- Denhamia pittosporoides F.Muell.
- Denhamia viridissima F.M.Bailey & F.Muell.